# Philippe Hinschberger
Philippe Hinschberger (Algrange, 19 november 1959) is een Frans voormalig voetballer, die zijn gehele carrière als aanvaller speelde voor FC Metz. Met die club won hij in het seizoen 1987/88 de Coupe de France. Na zijn actieve loopbaan stapte hij het trainersvak in.